# TOP1
TOP1またはDNAトポイソメラーゼI（英: DNA topoisomerase I）は、ヒトではTOP1遺伝子にコードされる酵素である。DNAトポイソメラーゼであり、DNA一本鎖の一過的な切断と再結合を触媒する。

## 機能
TOP1遺伝子は、転写時のDNAのトポロジーを制御し変化させる酵素である、DNAトポイソメラーゼをコードする。この酵素はDNA一本鎖の一過的な切断と再結合を触媒し、切断鎖を非切断鎖の周りに回転させ、それによってDNAのトポロジーを変化させる。この遺伝子は20番染色体に位置し、1番染色体と22番染色体に偽遺伝子が存在する。

## 機構
TOP1を含むIB型トポイソメラーゼは、活性部位のチロシンが切断鎖の3'リン酸末端に結合した共有結合中間体を形成する。
真核生物のI型トポイソメラーゼは、-4位から-1位の配列が5'-(A/T)(G/C)(A/T)T-3'となる地点を好んでDNAにニックを入れる。酵素は-1位のT残基と共有結合的に結合するが、-1位はC残基であることもある。
ヒトのTOP1タンパク質は4つの領域に分割される。N末端の214アミノ酸はin vitroでのスーパーコイル構造の緩和活性には不要であり、4つの核局在化シグナルと他のタンパク質との相互作用部位が存在する。N末端ドメインに続いて高度に保存された421アミノ酸からなるコアドメインが存在し、活性部位のチロシン残基を除くすべての触媒残基はこの領域に含まれている。これに続いて77アミノ酸からなる保存性の低いリンカードメインが存在する。53アミノ酸からなるC末端ドメインには活性部位となるTyr723が存在する。
TOP1は、活性部位のチロシンをDNAのホスホジエステル骨格を攻撃する求核剤として用いるエステル交換反応によって、DNAを切断する。TOP1は切断鎖の3'末端に共有結合的に結合した後、DNAを非切断鎖の周りに回転させることによってDNAのスーパーコイル構造を緩和する。その後、切断鎖の5'ヒドロキシル末端はリン酸-チロシン結合を切断し、TOP1の遊離とDNAの再ライゲーションを行う。ニックを形成して閉じる反応は速く、1秒間に約100サイクルの反応が行われる。

## 阻害
切断された一本鎖DNAの3'末端に対しTOP1が一過的に共有結合的に結合した構造は、TOP1-DNA cleavage complex（TOP1cc）と呼ばれる。TOP1ccはTOP1阻害剤の特異的標的である。TOP1を標的とすることが最初に示された阻害剤の1つが、イリノテカンである。イリノテカンは、細胞毒性を持つ天然アルカロイドであるカンプトテシンのアナログである。カンプトテシンはカンレンボクCamptotheca acuminataから得られる。イリノテカンはその代謝産物であるSN-38を介して特に有効性を示す。イリノテカンとSN-38はTOP1ccの一部、+1位のDNA配列がグアニンである複合体を捕捉することで作用する。イリノテカンまたはSN-38は、トポイソメラーゼによって誘導された切断部位に隣接する塩基対に対してスタッキングし、TOP1酵素を不活性化する。

## がん
TOP1は1985年からヒトのがんの治療標的として知られている。カンプトテシンのアナログであるイリノテカンやトポテカンはTOP1を阻害し、FDAに承認され、臨床現場で用いられている抗がん化学療法剤の中で最も効果が高い。TOP1はKRAS変異非小細胞肺がんで高発現しており、また生存と相関していることから、TOP1阻害剤はKRAS変異腫瘍の患者に対して投与することでより高い効果が得られることが示唆される。

### 合成致死性
合成致死性とは、2つまたはそれ以上の遺伝子の発現の欠乏が組み合わさることで細胞死が引き起こされるが、これらの遺伝子のうちの1つだけが欠けた場合には引き起こされない、という現象である。欠乏は変異、エピジェネティックな変化、または遺伝子発現の阻害によって生じる。イリノテカンによるTOP1の不活性化は、一部の特定のDNA修復遺伝子の発現の欠乏との組み合わせによって合成致死となるようである。
イリノテカンによるTOP1の不活性化は、結腸がん患者において、DNA修復遺伝子WRNの発現の欠乏とともに合成致死となる。2006年の研究では、WRN遺伝子のプロモーターが高メチル化（WRNの発現がサイレンシング）された45人の大腸がん患者と、メチル化されておらずWRNの発現が高い43人の患者の比較が行われ、イリノテカンは非メチル化群（20.7ヶ月生存）よりも高メチル化群（39.4ヶ月生存）に対してより強い効果を示した。WRN遺伝子プロモーターの高メチル化は大腸がんの約38%でみられる。
イリノテカンによるTOP1の不活性化は、DNA修復遺伝子MRE11の発現の欠乏と合成致死となる可能性がある。ステージIII結腸がんの1264人の患者に対して行われた近年の研究では、術後の補助療法として5-フルオロウラシル/ロイコボリン（FU/LV）の毎週ボーラス投与またはイリノテカン+FU/LVの投与が行われ、8年間の追跡が行われた。腫瘍の11%では、MRE11遺伝子のDNA配列中の一連のチミジン配列の欠失のためにDNA修復酵素MRE11が欠乏していた。治療プロトコルのFU/LVにイリノテカンを加えることで、MRE11欠乏患者では野生型MRE11患者よりも（効果は小さいものの）良い長期無病生存率がみられ、イリノテカンによるTOP1の不活性化とMRE11の欠乏との間にはある程度の合成致死性が存在することが示唆されている。
多数の臨床前段階の研究により、がんで一般的な他の遺伝的またはエピジェネティックなDNA修復の欠乏とイリノテカンとの合成致死性も示唆されている。例えば、DNA修復遺伝子ATMは多くのがんで高頻度で高メチル化（サイレンシング）されている。2016年の研究では、胃がん細胞（in vitro）またはマウスモデルでのATMの発現低下は、ATMが高発現している細胞と比較して、イリノテカンによる不活性化に対する感受性の増大を引き起こすことが示されている。このことは、ATMの欠乏とイリノテカンを介したTOP1の欠乏との合成致死性を示唆している。
NDRG1遺伝子の発現の欠乏との合成致死性を示す化合物を探索するスクリーニング研究では、3360の化合物のスクリーニングから、イリノテカンを介したTOP1の欠乏（もう1つの化合物は臭化セトリモニウム）が前立腺がん細胞でのNDRG1の欠乏との合成致死性を示すことが明らかにされた。NDRG1は前立腺がんにおける転移抑制遺伝子であり、DNA修復に関与しているようである。

## DNA修復
ヒトHeLa細胞に対するUVB照射は、トポイソメラーゼIとDNAとの間の共有結合型複合体の形成を特異的に促進する。トポイソメラーゼIは、UVB照射や他の要因によるDNA損傷を除去する過程である、ヌクレオチド除去修復に直接的に関与しているようである。

## 相互作用
TOP1は次に挙げる因子と相互作用することが示されている。
- ASF/SF2[17][18]
- BTBD1（英語版）[19]
- BTBD2（英語版）[19]
- ヌクレオリン（英語版）[20][21]
- P53[22][23]
- UBE2I（英語版）[24]